# Széleslábú vakond
A széleslábú vakond (Scapanus latimanus) az emlősök (Mammalia) osztályának Eulipotyphla rendjébe, ezen belül a vakondfélék (Talpidae) családjába tartozó faj.

## Előfordulása
A Csendes-óceán partvidékének lakója Közép-Oregontól a Kaliforniai-félsziget északi részéig. Az elterjedési területe keletre, egészen Nevadáig kinyúlik. Akár 3000 méteres tengerszint feletti magasságban is megtalálható.

## Alfajai
A hagyományos rendszerezés szerint, ennek a vakondfajnak 12 alfaja van. Azonban 2004-ben, egyes rendszerező a mexikói S. l. anthonyi nevű alfajt önálló fajjá emelnék; ha ez megvalósulna, akkor ez az „új faj” magával vinne egyéb alfajokat is, úgyhogy a széleslábú vakondnak csak öt maradna. Viszont ezt a feltételezést még nem fogadta el mindenki, és a széleslábú vakond ezidáig megtarthatja az összes alfaját.
- Scapanus latimanus anthonyi J. A. Allen, 1893
- Scapanus latimanus campi Grinnell & Storer, 1916
- Scapanus latimanus caurinus F. G. Palmer, 1937
- Scapanus latimanus dilatus True, 1894
- Scapanus latimanus grinnelli Jackson, 1914
- Scapanus latimanus insularis F. G. Palmer, 1937
- Scapanus latimanus latimanus Bachman, 1842
- Scapanus latimanus minusculus Bangs, 1899
- Scapanus latimanus monoensis Grinnell, 1918
- Scapanus latimanus occultus Grinnell & Swarth, 1912
- Scapanus latimanus parvus F. G. Palmer, 1937
- Scapanus latimanus sericatus Jackson, 1914

## Megjelenése
A széleslábú vakond átlagos hossza 14-19 centiméter; a hím valamivel nagyobb a nősténynél. A testtömege 39-55 gramm között mozog. Bundája a sötétbarnától az ezüstösig változik. Szájában 44 darab egy vésetű fog ül. A mellső lábai, amint neve is mutatja, szélesek, az ásáshoz alkalmazkodtak.

## Életmódja
Üreglakó állatként puha, azonban jó lefolyású talajokra van szüksége. A földben kétféle járatai is lehetnek; a felszínközeliek, ezek hosszú kiemelkedésként láthatóak, és mély járatok, melynek felszíni kezdete a „kis vulkánhoz” hasonló vakondtúrás. Egy-egy járatban egyszerre, csak egy példány tartózkodhat, azonban ha ez elpusztul vagy elvándorol, két napon vagy ennél kevesebb időn belül is egy másik uralmába veszi az üresen maradt járatot. Tápláléka főképp földigilisztákból és más talajlakó gerinctelenekből tevődik össze, de ha muszáj akkor növényi eredetű táplálékot is képes fogyasztani.

## Szaporodása
Január-februárban párzik. Egy alomban 2-5 kis vakond lehet. Ezek márciusban vagy áprilisban jönnek világra, egy mélyen található kamrában.

### Fordítás
- Ez a szócikk részben vagy egészben  a   Broad-footed mole című angol Wikipédia-szócikk ezen változatának fordításán alapul.  Az eredeti cikk szerkesztőit annak laptörténete sorolja fel. Ez a jelzés csupán a megfogalmazás eredetét és a szerzői jogokat jelzi, nem szolgál a cikkben szereplő információk forrásmegjelöléseként.